# Rede Nacional de Bibliotecas Públicas
A Rede Nacional de Bibliotecas Públicas (RNBP) resulta de um programa oficial do estado português, criado em 1987, com o objetivo de implementação da política nacional de criação e de desenvolvimento de bibliotecas públicas em Portugal.
Existem 303 bibliotecas municipais em Portugal, que cobrem a quase totalidade do país. Apenas Aljezur, Marvão, Terras de Bouro, Vila Viçosa e Calheta (São Jorge, Açores) não têm qualquer serviço de biblioteca.

## Constituição
As bibliotecas da Rede Nacional de Bibliotecas Públicas são:
- Biblioteca Municipal António Botto
- Biblioteca Municipal Manuel Alegre
- Biblioteca Municipal de Aguiar da Beira
- Biblioteca Municipal de Albergaria-a-Velha
- Biblioteca Municipal Lídia Jorge
- Biblioteca Municipal de Alcácer do Sal
- Biblioteca Municipal Dr. Carlos Nunes Ferreira
- Biblioteca Municipal de Alcobaça
- Biblioteca Municipal de Alcochete
- Biblioteca Municipal de Alenquer
- Biblioteca Municipal de Alfândega da Fé
- Biblioteca Municipal de Alijó
- Biblioteca Municipal de Aljustrel
- Biblioteca Municipal de Almada
- Biblioteca Municipal Maria Natércia Ruivo
- Biblioteca Municipal Marquesa de Cadaval
- Biblioteca Municipal de Almodôvar
- Biblioteca Municipal de Alpiarça - Dr. Hermínio Duarte Paciência
- Biblioteca Municipal de Alvaiázere
- Biblioteca Municipal Luís de Camões
- Biblioteca Municipal Fernando Piteira Santos
- Biblioteca Municipal Albano Sardoeira
- Biblioteca Municipal Francisco de Sá de Miranda
- Biblioteca Municipal de Anadia
- Biblioteca Municipal de Ansião
- Biblioteca Municipal Tomaz de Figueiredo
- Biblioteca Municipal de Arganil - Miguel Torga
- Biblioteca Municipal de Arouca
- Biblioteca Municipal Irene Lisboa
- Biblioteca Municipal de Aveiro
- Biblioteca Municipal José Saramago
- Biblioteca Municipal de Azambuja
- Biblioteca Municipal de Barcelos
- Biblioteca Municipal do Barreiro
- Biblioteca Municipal de Beja - José Saramago
- Biblioteca Municipal de Boticas
- Biblioteca Lúcio Craveiro da Silva
- Biblioteca Municipal de Bragança
- Biblioteca Municipal de Cabeceiras de Basto - Dr. António Teixeira de Carvalho
- Biblioteca Municipal do Cadaval
- Biblioteca Municipal de Caldas da Rainha
- Biblioteca Municipal de Câmara de Lobos
- Biblioteca Municipal de Caminha
- Biblioteca Municipal João Dubraz
- Biblioteca Municipal de Cantanhede
- Biblioteca Municipal de Carrazeda de Ansiães
- Biblioteca Municipal de Carregal do Sal
- Biblioteca Municipal de Cascais - Casa da Horta da Quinta de Santa Clara
- Biblioteca Municipal de Castelo Branco
- Biblioteca Municipal de Castelo de Paiva
- Biblioteca Municipal Laranjo Coelho
- Biblioteca Municipal de Castro Daire
- Biblioteca Municipal de Castro Marim
- Biblioteca Municipal Manuel da Fonseca
- Biblioteca Municipal de Celorico da Beira
- Biblioteca Municipal Professor Marcelo Rebelo de Sousa
- Biblioteca Municipal da Chamusca - Ruy Gomes da Silva
- Biblioteca Municipal de Chaves
- Biblioteca Municipal de Cinfães
- Biblioteca Municipal Engº  Jorge Bento
- Biblioteca Municipal Alexandre O'Neill
- Biblioteca Municipal da Covilhã
- Biblioteca Municipal do Crato
- Biblioteca Municipal de Cuba
- Biblioteca Municipal Dr.ª Elsa Grilo
- Biblioteca Municipal José Marmelo e Silva
- Biblioteca Municipal Manuel de Boaventura
- Biblioteca Municipal de Estarreja
- Biblioteca Municipal de Fafe
- Biblioteca Municipal de Faro - António Ramos Rosa
- Biblioteca e Arquivo Municipal de Felgueiras
- Biblioteca Municipal de Ferreira do Alentejo
- Biblioteca Municipal Dr. António Baião
- Biblioteca Municipal Simões de Almeida (tio)
- Biblioteca Municipal Maria Teresa Maia Gonzalez
- Biblioteca Municipal António Monteiro Cardoso
- Biblioteca Municipal de Fronteira
- Biblioteca Municipal Eugénio de Andrade
- Biblioteca Municipal de Gavião
- Biblioteca Municipal de Golegã
- Biblioteca Municipal de Gondomar
- Biblioteca Municipal Vergílio Ferreira
- Biblioteca Municipal de Grândola
- Biblioteca Municipal Eduardo Lourenço
- Biblioteca Municipal Raul Brandão
- Biblioteca Municipal de Idanha-a-Nova
- Biblioteca Municipal de Ílhavo
- Biblioteca Municipal de Lagoa
- Biblioteca Municipal de Lagos Dr. Júlio Dantas
- Biblioteca Municipal Afonso Lopes Vieira
- Biblioteca Municipal Palácio Galveias
- Biblioteca Municipal Sophia de Mello Breyner Andresen
- Biblioteca Municipal José Saramago
- Biblioteca Municipal da Lourinhã
- Biblioteca Municipal Comendador Montenegro
- Biblioteca Municipal de Lousada
- Biblioteca Municipal Francisco Álvares de Nóbrega
- Biblioteca Pública Municipal da Madalena
- Biblioteca Municipal Dr. Alexandre Alves
- Biblioteca Municipal da Marinha Grande
- Biblioteca Municipal Florbela Espanca
- Biblioteca Municipal de Mealhada
- Biblioteca Municipal de Mêda
- Biblioteca Municipal de Melgaço
- Biblioteca Municipal de Mértola
- Biblioteca Municipal de Mira
- Biblioteca Municipal Miguel Torga
- Biblioteca Municipal António Maria Mourinho
- Biblioteca Municipal Sarmento Pimentel
- Biblioteca Municipal Trindade Coelho
- Biblioteca Municipal Aquilino Ribeiro
- Biblioteca Municipal Bento de Jesus Caraça
- Biblioteca Municipal de Monção
- Biblioteca Municipal de Mondim de Basto
- Biblioteca Municipal de Monforte
- Biblioteca Municipal de Montalegre
- Biblioteca Municipal Almeida Faria
- Biblioteca Municipal Afonso Duarte
- Biblioteca Municipal Manuel Giraldes da Silva
- Biblioteca Municipal de Mortágua
- Biblioteca Municipal Urbano Tavares Rodrigues
- Biblioteca Municipal de Murça
- Biblioteca Municipal da Nazaré
- Biblioteca Municipal António Lobo Antunes
- Biblioteca Municipal Dr. Motta e Moura
- Biblioteca Municipal de Óbidos
- Biblioteca Municipal José Saramago
- Biblioteca Municipal D. Dinis
- Biblioteca Municipal de Oeiras
- Biblioteca Municipal José Mariano Gago
- Biblioteca Municipal Ferreira de Castro
- Biblioteca Municipal de Oliveira de Frades
- Biblioteca Municipal de Oliveira do Bairro
- Biblioteca Municipal de Oliveira do Hospital
- Biblioteca Municipal de Ourique - Jorge Sampaio
- Biblioteca Municipal de Ovar
- Biblioteca Municipal Professor Vieira Dinis
- Biblioteca Municipal de Palmela
- Biblioteca Municipal de Pedrógão Grande
- Biblioteca Municipal de Penacova
- Biblioteca Municipal de Penafiel
- Biblioteca Municipal de Penalva do Castelo
- Biblioteca Municipal de Penamacor
- Biblioteca Municipal António Arnaut
- Biblioteca Municipal de Peso da Régua
- Biblioteca Municipal de Pombal
- Biblioteca Municipal de Ponte da Barca
- Biblioteca Municipal de Ponte de Lima
- Biblioteca Municipal de Portalegre
- Biblioteca Municipal de Portel
- Biblioteca Municipal Manuel Teixeira Gomes
- Biblioteca Municipal Almeida Garrett
- Biblioteca Municipal de Porto de Mós
- Biblioteca Municipal Rocha Peixoto
- Biblioteca Municipal de Proença-a-Nova
- Biblioteca Municipal Dr. Hernâni Cidade
- Biblioteca Municipal de Reguengos de Monsaraz
- Biblioteca Municipal de Ribeira de Pena
- Biblioteca Municipal Laureano Santos
- Biblioteca Municipal de Salvaterra de Magos
- Biblioteca Municipal Alves Mateus
- Biblioteca Municipal de Santa Maria da Feira
- Biblioteca Municipal Manuel da Fonseca
- Biblioteca Municipal de Santo Tirso
- Biblioteca Municipal Dr. Manuel Francisco do Estanco Louro
- Biblioteca Municipal Dr. Renato Araújo
- Biblioteca Municipal de São João da Pesqueira
- Biblioteca Municipal de São Roque do Pico
- Biblioteca Municipal do Sardoal
- Biblioteca Municipal de Sátão
- Biblioteca Municipal de Seia
- Biblioteca Municipal do Seixal
- Biblioteca Municipal Abade Vasco Moreira
- Biblioteca Municipal Abade Correia da Serra
- Biblioteca Municipal Padre Manuel Antunes
- Biblioteca Municipal de Sesimbra
- Biblioteca Pública Municipal de Setúbal
- Biblioteca Municipal de Sever do Vouga
- Biblioteca Municipal de Silves
- Biblioteca Municipal de Sines
- Biblioteca Municipal de Sintra
- Biblioteca Municipal de Sobral de Monte Agraço
- Biblioteca Municipal de Soure
- Biblioteca Municipal Dr. António Garção
- Biblioteca Municipal João Brandão
- Biblioteca Municipal Álvaro de Campos
- Biblioteca Municipal António Cartaxo da Fonseca
- Biblioteca Municipal Tomás Ribeiro
- Biblioteca Municipal de Torre de Moncorvo
- Biblioteca Municipal Gustavo Pinto Lopes
- Biblioteca Municipal de Torres Vedras
- Biblioteca Municipal de Trancoso
- Biblioteca Municipal Prof. Doutor António Cruz
- Biblioteca Municipal de Vagos
- Biblioteca Municipal de Vale de Cambra
- Biblioteca Municipal de Valença
- Biblioteca Municipal de Valongo
- Biblioteca Municipal de Vendas Novas
- Biblioteca Municipal de Viana do Castelo
- Biblioteca Municipal Padre Alves Vieira
- Biblioteca Municipal José Cardoso Pires
- Biblioteca Municipal José Régio
- Biblioteca Municipal Belmiro de Matos
- Biblioteca Municipal de Vila Franca de Xira
- Biblioteca Municipal de Vila Nova da Barquinha
- Biblioteca Municipal de Vila Nova de Cerveira
- Biblioteca Municipal Camilo Castelo Branco
- Biblioteca Pública Municipal de Vila Nova Gaia
- Biblioteca Municipal de Vila Nova de Poiares
- Biblioteca Municipal de Vila Pouca Aguiar
- Biblioteca Municipal Dr. Júlio Teixeira
- Biblioteca Municipal Vicente Campinas
- Biblioteca Municipal José Baptista Martins
- Biblioteca Municipal Professor Machado Vilela
- Biblioteca Municipal Norberto Lopes
- Biblioteca Municipal D. Miguel da Silva